# Желко Франулович
Желко Франулович (на хърватски: Željko Franulović) [ʒêːʎko franǔːloʋitɕ] е югославски тенисист. 

## Биография
Желко Франулович е роден на 13 юни 1947 г. на остров Корчула, СР Хърватия, СФР Югославия.

## Кариера
Желко Франулович печели общо двадесет и три титли на сингъл, както и седем титли на двойки. Той играе първия си турнир на сингъл през 1963 г. на Международното първенство на Югославия. През 1967 г. печели първата си титла на същото събитие. 
Той достига до финала на Откритото първенство на Франция през 1970 г., като губи от Ян Кодеш, стигна до полуфинал на следващата година. Печели Монте Карло Мастърс през 1970 г. Той печели последната си титла на сингъл през 1982 г. на Сан Бенедето Оупън в Италия.

## Кариерна статистика

#### Финали на сингъл отГолям шлем(1)
| година | турнир      | съперник | резултат            |
| ------ | ----------- | -------- | ------------------- |
| 1970   | Ролан Гарос | Ян Кодеш | 2 – 6, 4 – 6, 0 – 6 |